# Aenigmopteris
Aenigmopteris es un género de helechos perteneciente a la familia Tectariaceae.

## Taxonomía
El género fue descrito por Richard Eric Holttum y publicado en Blumea 30: 3. 1984. La especie tipo es: Aenigmopteris dubia (Copel.) Holttum

## Especies aceptadas
A continuación se brinda un listado de las especies del género Aenigmopteris aceptadas hasta enero de 2013, ordenadas alfabéticamente. Para cada una se indica el nombre binomial seguido del autor, abreviado según las convenciones y usos:
- Aenigmopteris dubia (Copel.) Holttum
- Aenigmopteris pulchra (Copel.) Holttum